# Retinoide

Primera i segona generació de compostos retinoides

Els retinoides són una classe de compostos químics que estan relacionats químicament amb la vitamina A. Els retinoides es fan servir en medicina, principalment degut a la manera com regulen el creixement de la cèl·lula epitelial.
Els retinoides tenen moltes importants i diverses funcions en el cos incloent papers en la visió, la regulació de la proliferació i diferenciació cel·lular, el creixement del teixit de l'os, la funció immunitària i l'activació de gens supressors de tumors.
També s'ha investigat la seva capacitat per tractar el càncer de pell Es pot fer servir tòpicament l'àcid retinoic 9-cis per al tractament de lesions en la pell pel sarcoma de Kaposi.

## Tipus
Hi ha tres generacions de retinoides: la primera generació de retinoides inclou retinol, retinal, tretinoina (àcid retinoic, Retin-A), isotretinoina, i alitretinoina; la segona generació inclou etretinat i el seu metabòlit acitretina, i la tercera generació inclou tazarotè, bexarotè i adapalè.

## Estructura
L'estructura bàsica de la molècula hidròfoba retinoide consta d'un grup cíclic terminal, una cadena lateral poliè i un grup polar terminal. El sistema conjugat format per dobles enllaços C=C alternats en la cadena lateral del piliè són responsables del color dels retinoides (típicament groc, taronja o vermell). Per tant, molts retinoides són cromòfors.
Els retinoides de primera i segona generació són capaços d'enllaçar amb diversos receptors de retinoides degut a la seva flexibilitat aportada per l'alternanaa d'enllaços simples i dobles. La tercera generació de retinoides és menys flexible i, per tant, interacciona amb menys receptors de retinoides.

## Absorció
La principal font de retinoides en la dieta prové dels èsters de retinil derivats de fonts animals. Els èsters de retinil s'hidrolitzen en el lumen intestinal i donen retinol lliure i el corresponent àcid gras (és a dir, palmitat o estearat). Després de la hidròlisi, el retinol és captat pels enteròcits. Per la hidròlisi dels èsters de retinil cal la presència de sals biliars.

## Usos
Els retinoides es fan servir per tractar moltes malalties i en condicions dermatològiques. Per exemple, en el tractament de l'acne i psoriasi.

## Síntesi
Es poden sintetitzar els retinoides de moltes maneres. Una de comuna és la glucuronidació.

## Toxicitat
Efectes tòxics tenen lloc amb una ingestió perllongada. Un signe mèdic d'enverinament crònic és la presència d'inflamacions doloroses en els ossos llargs. Els retinoides sintètics (isotretinoina, etretinat) estan contraindicats durant l'embaràs perquè poden causar defectes en el fetus.